# Fiat 615
Fiat 615 — модель легкої вантажівки Fiat, що випускалася з 1951 по 1953 роки як наступник Fiat 1100ELR, з яким все ще виготовлялось паралельно. Він мав загальну вагу 3100 кг (6834 фунтів) і був доступний у версіях із кузовом фургона, шасі та вантажівкою для транспортування,.
Спочатку модель мала новий бензиновий двигун об'ємом 1395 см³ і потужністю 29 кВт (39 к.с.) при 3800 об/хв на 1400 Fiat, а також механічну 4-ступінчасту коробку передач. Була нещодавно розроблена 1,5-тонна вантажівка, яка з 1951 року пропонувалася у бортовій платформі та шасі для спеціальних кузовів. Він оснащувався двигуном Fiat 1400 минулого року. Двигуна вже в машині Fiat 1400 було якраз достатньо, а з 3,1 т у нього були справжні клопоти. Під час руху Fiat 615 справді розвивав швидкість 80 км/год (50 миль/год), але при форсованій їзді він мав низьку паливну ефективність. Існувала причина того, що 1100 Fiat ELR, виготовлений до 1954 року. Дещо слабша в'ючна тварина була з його 1,1 літром і 28/30 к.с. вага, так було економніше. Таким чином, він зберіг своїх вірних прихильників, які за звичкою пробачили його керовану жвавість, особливо тому, що він досяг максимальної швидкості понад 90 км/год (56 миль/год) і, таким чином, був значно швидшим за Fiat 615 з його максимумом 78. км/год (48 миль/год). З високим тиском, тому відповідний дизельний двигун був розроблений Fiat: двигун з вихровою камерою (система Ricardo) на основі 1,9-літрового двигуна для «великого» Fiat 1900 року та нового позашляховика Fiat Campagnola. (Цей двигун був варіантом hubvergrößerte двигуна 1400.) Новий дизельний двигун (тип 305) пізніше також був доступний у будь-якому седані 1400 з 1952 року на додаток до Fiat 615 N (N = Nafta = Diesel) і один рік у Fiat Кампаньола і Фіат. Незважаючи на те, що експеримент із 1,9-літровим бензиновим двигуном Fiat 615 виявився сильнішим і з більшою швидкістю приводу, обмежився дизелем, Type 615 N. Тільки Steyr в Австрії до 1958 року пропонував Fiat 615 як бензин, як Steyr 260 з власний 2-літровий бензиновий двигун потужністю 50 к.с. від автомобіля Steyr 2000. Fiat 615 N був дуже сучасним автомобілем, який в Італії спочатку не мав конкуренції. Спочатку експорт йшов добре, але Fiat 615 N (і особливо його наступник) з роками стає все більш рідкісним навіть в Італії. У Zastava в Югославії Fiat 615 був виготовлений з бензиновим двигуном за ліцензією. Однак не як початок Fiat, з 1,4-літровим 4-циліндровим двигуном, а з набагато більшим крутним моментом 1,9-літровим двигуном (тип 105) з 47 к.с. (35 кВт) при 3500 об/хв, а також у на Заставі, побудованій за ліцензією, використовувався Campagnola. Незрозуміло, чи був побудований наступник (приблизно з 1963 року, як Fiat 615 N1) лише з 1,9-літровим бензиновим двигуном (наприклад, 615 B), з дизельним двигуном.
На додаток до бортової платформи, інші варіанти зі спеціальними кузовами були виготовлені на Zastava, тобто Zastava 620B crew cab, як це було поширено на інших автозаводах Східної Європи (IFA, Csepel, Star тощо).